# Estádio São Clemente
Estádio São Clemente – stadion piłkarski, w Jaguaré, Espírito Santo, Brazylia, na którym swoje mecze rozgrywa klub Associação Jaguaré Esporte Clube.